# Roezjany
Roezjany (Wit-Russisch: Ружаны, Pools: Różana, Jiddisch: ראָזשינאָי) is een plaats in Wit-Russische oblast Brest. Roezjany telt 3021 inwoners.
Roezjany behoorde tot de Eerste Wereldoorlog tot het Poolse deel van het keizerrijk Rusland en in het interbellum tot de Tweede Poolse Republiek. In de Tweede Wereldoorlog werd bijna de hele Joodse bevolking van Roezjany om het leven gebracht.

## Geografie
Roezjany ligt aan het riviertje Roezjanka in een heuvelachtig gebied. Het is 140 km verwijderd van Brest, 38 km van Ivatsevitsjy (met het dichtstbijzijnde spoorwegstation) en 45 km noordoost van Proezjany. Het ligt aan het wegenknooppunt van Proezjany naar Slonim en van Vaukavysk naar Kosava.

## Geschiedenis
De vroegste vermelding van Roezjany dateert uit 1552. Het gebied waarin Roezjany ligt, was toen deel van het Grootvorstendom Litouwen. In 1598 verkreeg Lev Sapieha, kanselier en hetman van Litouwen, het dorp Roezjany. De nieuwe eigenaren lieten een kasteel op een heuvel bij het dorp bouwen. In 1637 gaf de koning van Polen en grootvorst van Litouwen, Wladislaus Wasa Maagdenburgse stadsrechten aan Roezjany. Tijdens de Grote Noordse Oorlog van 1700-1721 werd de stad zwaar getroffen. Koning Karel XII van Zweden verbleef in 1706 in het stadje. Na de Poolse delingen werd het gebied in 1795 in bezit genomen door het Keizerrijk Rusland. Roezjany behoorde tot de Eerste Wereldoorlog tot het Poolse deel van het Keizerrijk Rusland en in het interbellum tot de Tweede Poolse Republiek. In de Tweede Wereldoorlog werd bijna de hele Joodse bevolking van Roezjany om het leven gebracht. Dit gebeurde met name in Treblinka.

## Economie
Er is een meubelfabriek en er vindt productie en verwerking van levensmiddelen plaats. Daarnaast zijn er inkomsten uit toerisme, het dorp beschikt over een hotel. Roezjany en Proezjany zijn traditionele centra van aardewerk, vanaf ten minste rond het jaar 1500. In de omgeving zijn geschikte kleilagen aanwezig.

## Bezienswaardigheden

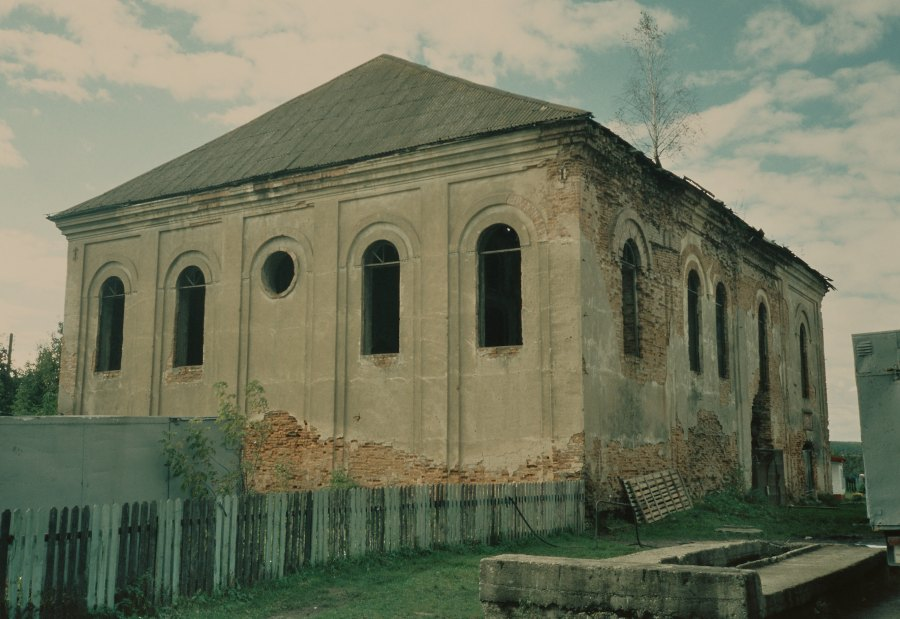
Ruïne van de synagoge

- Roezjany paleis: van het geslacht Sapieha, grotendeels een ruïne; gebouw met de hoofdingang is gerenoveerd.
- Katholieke Drie-eenheidskerk (1617)
- Petrus en Pauluskerk (Orthodox, 1762-1788)
- Oude Joodse begraafplaats
- Ruïne van synagoge

## Geboren
- Yitzhak Shamir (1915-2012), Israëlisch premier
- Leden van het adellijk geslacht Sapieha

## Afbeeldingen

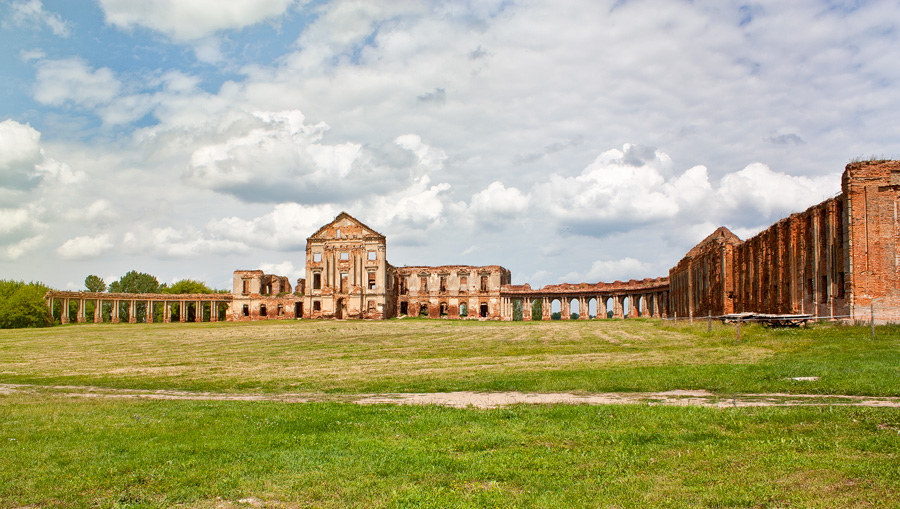
Sapieha paleis
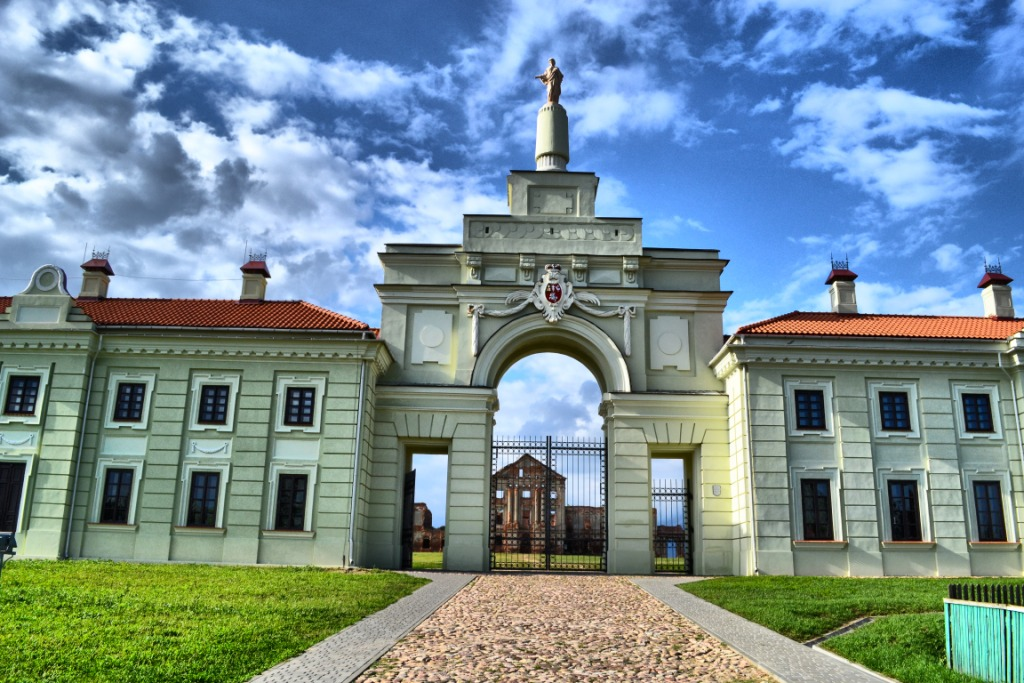
Gerenoveerde paleisingang
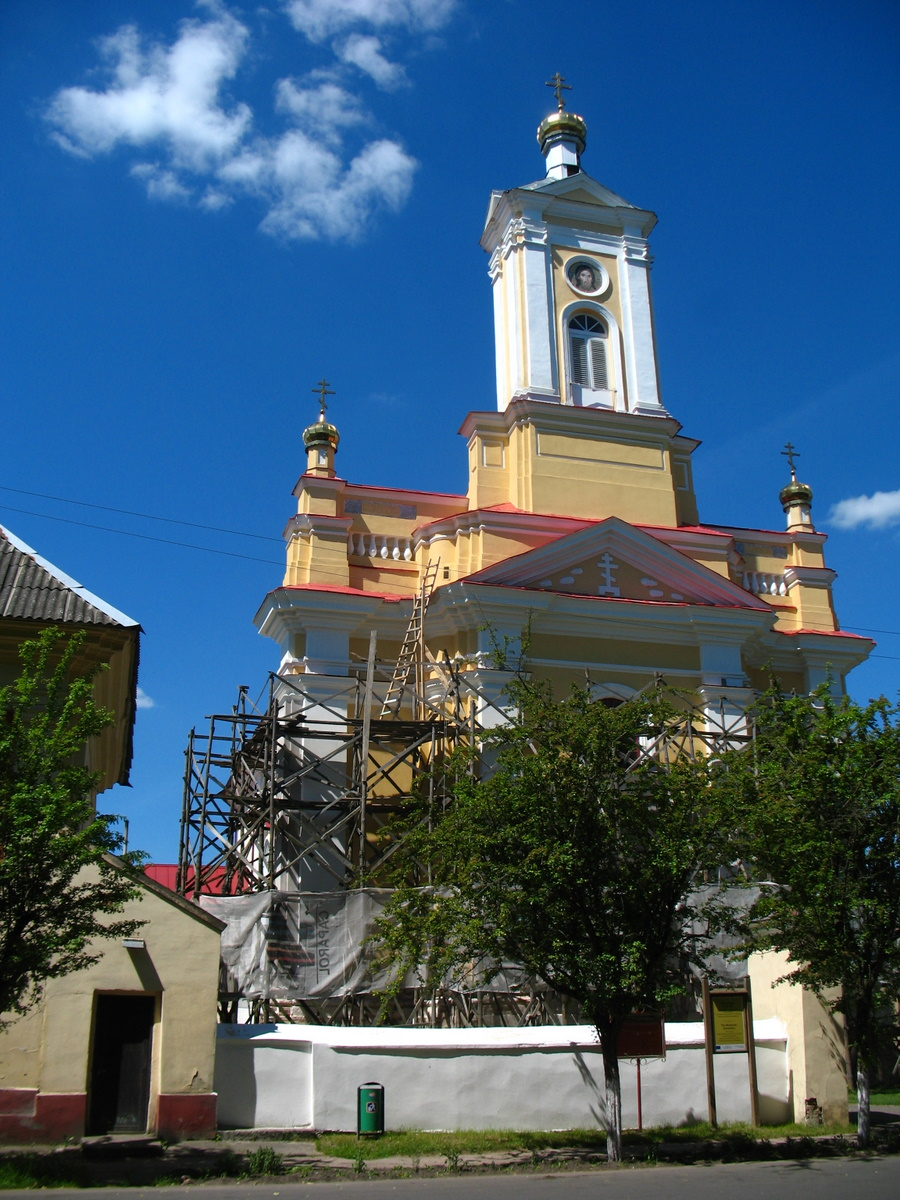
Orthodoxe Petrus en Pauluskerk
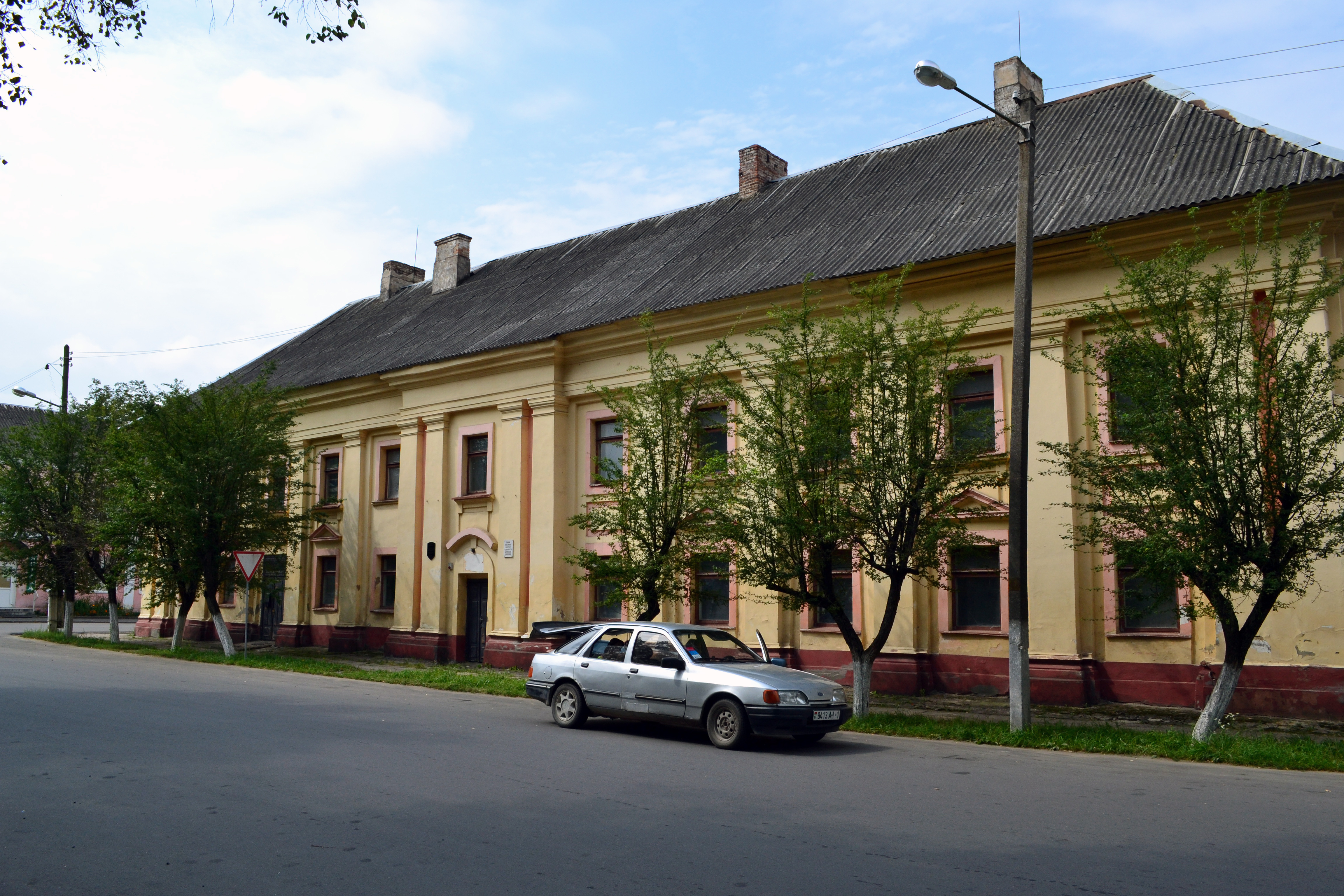
Baziljanov-klooster

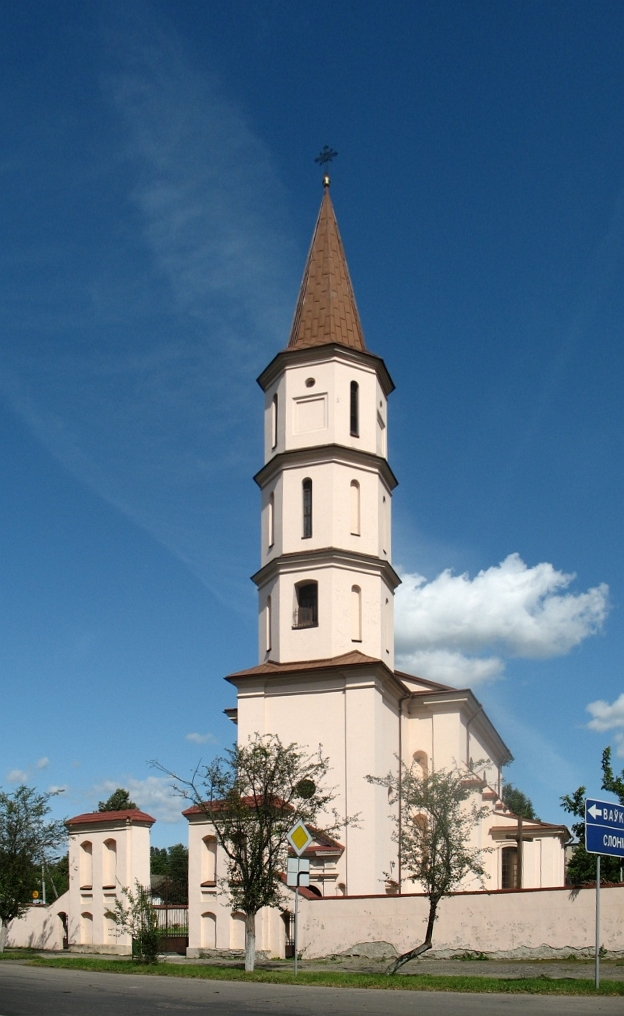
R.K. Drie-eenheidskerk
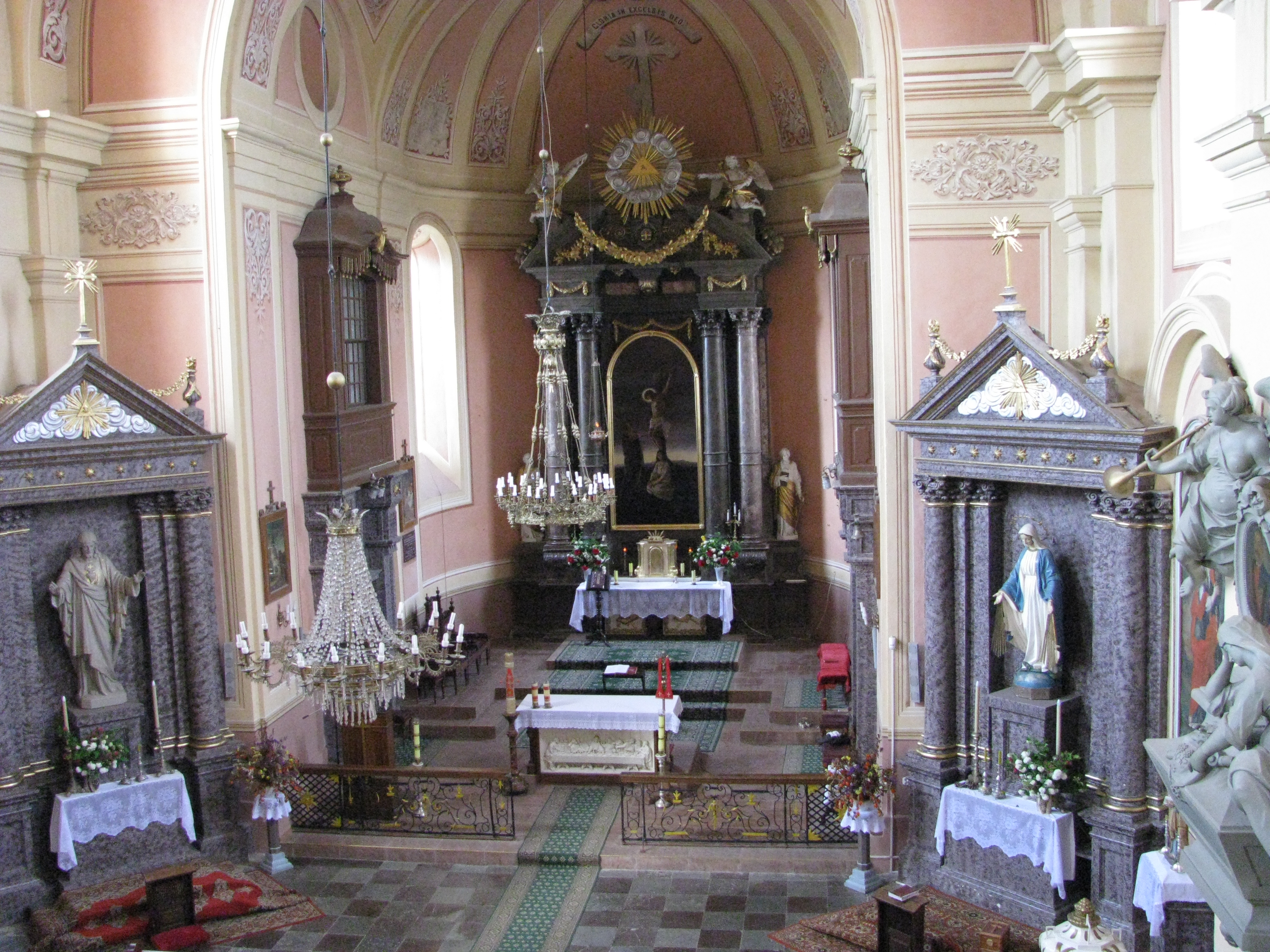
Drie-eenheidskerk, interieur
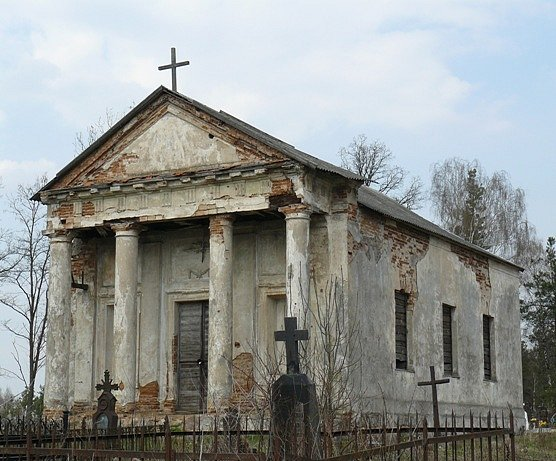
Kapel St. Casimir op de begraafplaats